# Приключения Мурзилки
«Приключе́ния Мурзи́лки. Выпуск 1» — советский мультипликационный фильм, созданный в 1956 году режиссёрами-мультипликаторами Борисом Степанцевым и Евгением Райковским. Первый мультфильм о приключениях специального корреспондента Мурзилки.

## Сюжет
Главный редактор собирается использовать для обложки нового выпуска журнала фотопортрет хорошего мальчика или ребёнка-изобретателя. Все корреспонденты находятся в командировках, а Сказочный специальный корреспондент Мурзилка — на даче. Главный редактор принимает решение послать Мурзилке телеграмму «Молния», в которой разъяснено задание. Мурзилка срочно берёт «лесное такси» в виде жука и прилетает на нём в Москву.
В Москве Мурзилка случайно наблюдает в окне квартиру, где живёт обычный школьник Петя. Поначалу Петя произвёл на Мурзилку очень хорошее впечатление — он слушался маму, был вежлив, оказался изобретателем (смастерил «телефон» из консервных банок), за что мама пообещала ему сюрприз, — и Мурзилка его тут же сфотографировал. Но, выйдя на улицу, мальчик кардинально переменился, неожиданно превратившись в закоренелого хулигана. Все его поступки Мурзилка также сфотографировал — как Петя издевался над кошкой с помощью своего «изобретения», пинал урны, мусорил, дёргал девочек за косички в сквере, курил, и самое плохое — стрелял из рогатки в скворечник, пока Мурзилка не смог спасти птиц.
Когда на следующий день Петя проснулся, оказалось, что сюрпризом является подписка на журнал «Мурзилка», свежий выпуск которого получил мальчик. Раскрыв журнал, Петя увидел своё фото в виде «примерного мальчика» — «Петя дома». Но когда он перевернул страницу, то вместе с мамой увидел фотографии всех своих «подвигов», сделанные Мурзилкой — «А такой он на улице».
Главный редактор поблагодарил корреспондента Мурзилку за проделанную работу и подчеркнул его оригинальность: печать должна не только отмечать хорошее, но также и разоблачать дурное!

## Создатели
- Авторы сценария: Олег Эрберг, А. Каранов, Николай Эрдман
- Режиссёры: Евгений Райковский, Борис Степанцев
- Композитор: Юрий Левитин
- Художник-постановщик: Анатолий Савченко
- Операторы: Екатерина Ризо, Н. Соколова
- Звукооператор: Борис Фильчиков
- Художники-мультипликаторы: Фёдор Хитрук, Вадим Долгих, Виктор Лихачёв, Фаина Епифанова, Татьяна Фёдорова, Татьяна Таранович
- Роли озвучивали (в титрах не указаны):

Юлия Юльская — Мурзилка
Валентина Сперантова — Петя
Георгий Вицин — скворец, дворник дядя Егор
Леонид Пирогов — главный редактор журнала
Галина Новожилова — девочки в парке